# جون رالستون وليامز
جون رالستون وليامز (بالإنجليزية: John Ralston Williams)‏ هو طبيب أمريكي، ولد في 27 ديسمبر 1874، وتوفي في 27 ديسمبر 1965.